# 沙河市站
沙河市站位于中华人民共和国河北省邢台市沙河市褡裢街道，是京广铁路、沙午铁路上的火车站，建于1912年，由中国铁路北京局集团邯郸车站管辖。
由于车站停靠列车车次较少，车站候车室实施间歇性开放，引发部分乘客不满。

## 歷史
- 建于1912年。
- 1991年由褡裢站更名为沙河市站[5]:378。

## 车站结构
沙河市站设两站台，一站台为侧式站台，二站台为岛式站台，不过岛式站台一侧被护栏封闭无法乘降。由于沙河市站并无修建地下通道与旅客天桥，故若旅客前往二站台乘坐上行车次，需徒步穿过京广铁路正线到达二站台才可上车。自2025年7月铁路三季度调图起，本站取消全部上行车次，仅保留下行列车。

## 车次信息
截至2025年7月，沙河市站开行两趟普速列车，均为南下过路车，具体信息如下。
| 目的地 | 车次  | 列车所属路局 |
| ------ | ----- | ------------ |
| 成都西 | K385  | 沈阳局集团   |
| 杭州   | K1263 | 北京局集团   |

## 車站周邊
- 中国农业银行沙河市支行
- 中国银行健康街支行
- 沙河华沙大酒店
- 沙河市人民政府
- 中国邮政储蓄银行太行大街支行
- 沙河市教育局
- 邢台人民医院协作医院
- 沙河宾馆
- 中国移动太行街营业厅
- 沙河市第二中学
- 中国工商银行沙河支行营业室
- 二十冶公园
- 二十冶高级中学
- 沙河市第三中学
- 沙河市人民医院
- 沙河市人力资源和社会保障局
- 中国农业银行沙河太行街支行
- 沙河凯瑞商务酒店
- 沙河朋山商务酒店
- 沙河市第一中学
- 如家酒店机场路店
- 北京冶金设备研究设计总院
- 中国人民银行沙河市支行
- 沙河友家快捷酒店
- 梅花公园
- 沙河客运中心站
- 沙河市甄泽观
- 沙河市普照禅寺
- 沙河市第五中学
- 格林豪泰酒店京广路店